# Фабрика лима у Земуну
Фабрика гвозденог и поцинкованог лима у Земуну основана је од стране Прометне банке 10. јула 1936. године. Свечано полагање и освећење темеља извршио је лично инжењер Милош Савчић, када је у темеље узидана у уљу конзервисана повеља. Милош Савчић је лично пројектовао зграду фабрике лима и водио рачуна о свим пропратним детаљима. Ваљаоница је успешно почела са радом у новембру 1938. године. И ова фабрика, као и сви пројекти Прометне банке, имала је за циљ еманципацију домаће индустрије од уплива иностране. Лим је свакако једна од најважнијих артикала у грађевинарству и потреба за њим била је велика. 

## Процес производње
Сам процес ваљања обављао се у главној згради - ваљаоници, која је била смештена централно, док су се остале зграде налазиле око ње. Сировина се добављала у облику пљоснатог гвожђа, димензионираног тежином по дужном метру. Фабрикација се вршила на следећи начин, првобитно се непрерађено гвожђе секло специјалним маказама у комаде, који су по дужини били једнаки ширини будућих лимених плоча. Овако исечени комади су се стављали у пећ на температури од 1200 до 1300 °C. Из пећи долазе у тзв. предваљке, где се ваљају хладним ваљцима по неколико пута до дефинитивних димензија. Код израде плоча тањих од једног милиметра користила се машина доплер, а затим се поново загревао у пећи од 500 до 600 степени, после чега се коначно ваљао у потребну димензију.
Све ово је представљало половину посла до коначног производа, након кога је долазило хлађење, сечење посебним маказама за лим. После овога следило је слагање у посебне сандуке од ливеног челика и загревање у пећи. За ову манипулацију употребљава се кран од челика, који је тешке сандуке са лименим плочама до 15 тона тежине извлачио вертикално до челичног моста који се креће на точковима, а затим хоризонтално довози до пећи, у коју се лим ради жарења увлачи на једном постољу. Најзад иста дизалица, односно кран, спушта са постоља ужарене сандуке са лимом ради хлађења. Са свих ових ових послова, наравно, искључена је људска рука и цео се посао врши механичким средствима. Након жарења се лим хладио, а потом охлађени лим се сортирао и по потреби паковао у свежњеве, који су се депоновали у магацин црног лима, или се после сортирања преносили у одељење за цинковање. У фабрици се налазила и машина за глачање ваљака, пошто се ваљци у току рада хабају и троше. 
У ваљаоници је било уграђено засебно одељење за цинковање лима. Лим долази најпре у одељење за декапирање, односно чишћење у  разрађеној сумпорној киселини. Киселина се загревала на температури од 80 степени целзијусових. Лим се ту испирао у специјалним корпама од антикорног челика, који су се дизали и преносили помоћу посебне дизалице покретане једним електромотором. Трајање испирања зависи од лима и густине киселине. Лим се даље испирао у чистој води и благом раствору хлороводоничне киселине. Пошто се поново испере у чистој води лим пролази кроз цинк хлорид, а затим помоћу једе дуге траке пролази кроз пећ за сушење. У тој пећи се табла лима сасуши и на површини обавије скрамом цинк хлорида. Ово се ради због тога да лим не би зарђао у додиру са ваздухом. Овако спремљене табле улазе у течност растопљеног цинка са температуром од око 420 и 430 степени. На тај начин лим пролази полако кроз овај раствор, те се помоћу аутоматских клешта вади. После овог процеса лим се прегледао и равнао у посебној машини.
Ваљаоница је имала модеран електрични погон, све су машине биле директно везане за своје електромоторе. Фабрика се снабдевала струјом од Електричне централе у Земуну. Фабрика је била снабдевена засебним водоводним постројењима, имала је своје полуартерске бунаре, дубоке 75 метара. Фабрика је била прикључена посебним колосеком за пругу Југословенских државних железница. У овој фабрици је радило укупно 8 чиновника и око 200 радника, који раде у три смене. Капацитет фабрике је био 25 до 35 тона лима за 24 часа, што је зависило од дебљине лима. Максимално израђивана дебљина лима била је 5 mm, а минимална 0,24 mm, што је значило да је фабрика могла да произведе све врсте лима, које су биле у том тренутку потребне. Ова фабрика била је од изузетне користи држави, као и  многим радницима, који су у њој нашли запослење.